# Goes
Goes este o comună și o localitate în provincia Zeelanda, Țările de Jos.

## Localități componente
Eindewege, Goes, 's-Heer Arendskerke, 's-Heer Hendrikskinderen, Kattendijke, Kloetinge, Oud-Sabbinge, Wilhelminadorp, Wolphaartsdijk.